# Slät stjärnkikare
Slät stjärnkikare (Kathetostoma averruncus) är en fiskart som beskrevs av Jordan och Bollman, 1890. Slät stjärnkikare ingår i släktet Kathetostoma och familjen Uranoscopidae. IUCN kategoriserar arten globalt som livskraftig. Inga underarter finns listade i Catalogue of Life.